# Pantai Labu Pekan
Pantai Labu Pekan is een bestuurslaag in het regentschap Deli Serdang van de provincie Noord-Sumatra, Indonesië. Pantai Labu Pekan telt 4133 inwoners (volkstelling 2010).